# Leiocyrtus
Leiocyrtus is een geslacht van vliesvleugeligen uit de familie Encyrtidae. De wetenschappelijke naam van dit geslacht is voor het eerst geldig gepubliceerd in 1955 door Erdös & Novicky.

## Soorten
Het geslacht Leiocyrtus omvat de volgende soorten:
- Leiocyrtus clavatus Erdös & Novicky, 1955
- Leiocyrtus laeviscutellum (Mercet, 1921)